# 真・女神転生 デビルチルドレン 炎の書・氷の書
『真・女神転生 デビルチルドレン 炎の書・氷の書』（しん・めがみてんせい デビルチルドレン ほのおのしょ・こおりのしょ）は、2003年9月12日に2本同時にアトラスより発売されたゲームボーイアドバンス用ゲームソフト。

## 概要
前作『光の書・闇の書』の続編となっており、主人公たちも同じ顔ぶれである。
登場悪魔の増加や主人公による戦闘支援などシステムに改修が加えられた。またダンジョンには謎解き要素が増えている。

## ストーリー
天界と魔界の戦争が始まり、人間世界にまでその戦いは広がっていた。レナとアミを連れ去られたジンとアキラは、2人を連れ戻し、世界に平和を取り戻すべく再び冒険の旅に出る。

## 登場人物

### 主要人物
ジン（デフォルト名 / 変更可）
本作の『炎の書』の主人公。興味の沸いたことには一直線に突っ走るため、周りが見えなくなることが多い。
ランド（デフォルト名 / 変更可）
ジンのパートナー。種族はソルレオン。最終形態の一つであるゴッドソルレオンとして登場するが、序盤のイベントで初期形態に戻される。
アキラ（デフォルト名 / 変更可）
本作の『氷の書』の主人公。目次を思慮深く考え、落ち着き払って行動する。
ゲイル（デフォルト名 / 変更可）
アキラのパートナー。種族はヘイロン。最終形態の一つであるブレイズヘイロンとして登場するが、序盤のイベントで初期形態に戻される。
レナ
勝気な性格の少女。天界へと連れ去られ、エンゼルチルドレンとして主人公たちの前に立ちはだかる。
アミ / 橿原 亜美（カシハラ アミ）
反乱軍の一員である少女。単身で滅ぼされたヴァルハラを救う方法を探るが、レナと一緒に連れ去られ、ある城へと幽閉される。
パク
『白の書』に登場したキューピット。本作では上司がミカエルになっている。
ハーミル
『白の書』に登場したインプ。本作では上司がルシファーになっている。

### 二つの世界
炎の世界「ムスペルヘイム」と氷の世界「ニフルヘイム」が存在する世界で双方はお互いに争いを続けている。住人は双方共通して耳がとがっているのが特徴だが、双方の住人の服装は違う。
二つの世界はお互いに行き来するために大きな橋があり、その中央にはギンヌンガガップと呼ばれる国が存在する。二つの世界の住人達は新たな戦争を起すため魔界と天界で「ゼブル」や「エノク」と言った大物の偽者として暗躍している。
偽者達の正体の大半は獣の形をしており、変身が解けた後は喋れるが、文字が全てカタカナになっている。再び会うと何事もなかったかの様に通常で喋れる。
守護神
ギンヌンガガップの守護神の洞窟に住むムスペルヘイムとニフルヘイムを創造した伝説の神。炎の使徒と氷の使徒の争いを悲しんでいる。また、両方の世界の戦いを見守っている。二つの世界を創った真の目的は裏切りと疑い、憎しみと絶望の世界を創り、その世界から生まれる破壊の欲望をエネルギーとするためだった。
ゾズマ / セクンドゥス
本作のラストボス。守護神のもうひとつの姿。『炎の書』ならばゾズマで、『氷の書』ならばセクンドゥスで登場する。

#### ムスペルヘイム
炎の使徒
ムスペルヘイムの支配者で、炎の力を操る。新しい戦いの世界を生み出すためアミを神にしようとした。部下からの信用は高い。幼少期から現在に至るまでムスペルヘイムから外に出た事が一度も無い。
イサク
「最後の審判を行う者」と自称しており、デビルと天使を争わせてハルマゲドンを起そうとする。デビルと天使を争わせる事を好む。ゲイルの力を奪う。
ナラシンハ
ベリトとして魔界に潜伏していたデビル。荒廃した原宿でアキラと戦う。倒された後アキラは戦いの中に生きていると言った。
イクティニケ
フェゴールの偽者になり魔界に潜伏していたデビル。1回目の戦いの後はムスペルヘイムでアキラとの戦いを待っていた。炎の使徒の部下でありながら氷の魔法を使う。
テリオン
ゼブルの偽者になり魔界にいる魔物達の指揮を執っていた。倒された後は「アウストのほこら」でいにしえの宝を守っていた。
ラシュヌ
炎の使徒の命令でアキラの実力を試しに行く。にぎやかなところを嫌っている。
ハダーニエル
アウドムラの町の門番を兼ねているデビル。炎の使徒の城の鍵の在処を教えてくれる。
ドビエル
炎の使徒の城の鍵を持つデビル。部下の使い勝手が荒い。

#### ニフルヘイム
氷の使徒
ニフルヘイムの支配者。氷の力を使う。部下から多大な尊敬を得ている。
メフィスト
氷の使徒の部下の一人。贈り物と言うめいもくでランドの力を奪った。ジンの新たな旅立ちを面白く見ていた。
アンフィプテール
メルキセデクの偽者として天界にて暗躍していたデビル。メルキセデクとしてジンと交戦した後、原宿で交戦する。このデビルだけは再び会ってもカタカナ表記のままである。
燭龍（しょくりゅう）
サンダルフォンの偽者として天界で暗躍していたデビル。再度戦う時はニフルヘイムで戦うことになる。
ブネ
エノクの偽者として天界の天使達の指揮を執っていた。再度戦う時はニフルヘイムで戦うことになる。
イブリース
氷の使徒の命令でジンを抹殺しようとした。
バフォメット
アウドムラの町の門番。好戦的な性格の持ち主。
ルキフグス
氷の使徒の部下の一人。

### 天界関係者
エノク
メルキセデクとサンダルフォンから見て長兄にあたり、ハイエストピークの大天使。偽者になった兄弟に攻撃されてニフルヘイムにて封印される。偽者は言葉遣いが丁寧だが、本物は言葉遣いが悪い。偽のエノクは天使達を率いて悪魔を率いているゼブルと交戦。偽者の正体はブネ。
メルキセデク
エノクから見て三男。偽者の正体はアンフィプテール。
サンダルフォン
エノクから見て次兄。偽者の正体は燭龍。
ミカエル
天界の天使長。エノクの行動に疑問を感じていた。ミカエルは火の天使の町で育っていた。ミカエルは今回の戦争をハルマゲドンではないと感じていた。
レミエル
エンゼルチルドレンになったレナのパートナー。TVアニメのレミエルとは無関係である。
ペクヨン
真ハイエストピークで出会う聖なる白き龍。
オロファト
自称真ハイエストピークの住人。ペクヨンを「坊ちゃん」扱いしていた。

### 魔界関係者
ゼブル
ディープホールの魔王だが、ベリトとフェゴールの姿を偽ったデビルの策略にはまり、ムスペルヘイムに封印されていた。その後、偽ゼブルにより魔界の多くのデビル達はハルマゲドンに賛同。偽ゼブルの下に付いた。デザインは『黒の書』および『赤の書』とは異なり、人間寄りのスタイルをしている。偽ゼブルの正体は炎の使徒の部下の一人「テリオン」。
ベリト
バアル三兄弟の次男。不意を突かれて封印される。偽ベリトの正体は炎の使徒の部下の一人「ナラシンハ」。
フェゴール
バアル三兄弟の三男。不意を突かれて封印される。偽フェゴールはアキラに戦いを挑む。倒した後「イクティニケ」になる。
マロートとハルト
関西弁で喋る二人組のデビル。太っているのがマロートで、細い方がハルト。ハルトはお喋りであるせいか、マロートから突っ込みを入れられる。アキラがゼブルに逆らっていると聞いてアキラに戦いを挑む。
ルシファー
魔界の王。アキラにゼブルの戦いをやめることを頼み、ジンに天使達の謎の行動に関しての情報を提供した。ルシファー自身は今回の天使と悪魔の戦いをハルマゲドンとは思っていない。
ヨーウィ
真ディープホールの門番。
ネルガル
真ディープホールを治める者。なお、『闇の書』に登場したネルガルとは別のデビル。

## 舞台
原宿
主人公達が住んでいる町。物語が進むと原宿は荒廃する。エンディングでは荒廃する前の原宿に戻る。
魔界
大魔王ルシファーが治める世界。
天界
天使ミカエルが治める世界。魔界とは異なり、規律を守っている。
ヴァルハラ
デビルと天使の戦争で滅ぼされた。前作の主な舞台だが、アミ以外の人物達がどうなったかは不明。
ムスペルヘイム
炎の世界。支配者は炎の使徒。
ニフルヘイム
氷の世界。支配者は氷の使徒。

## 変更点
パワーユニットの廃止
本作ではパワーユニットが廃止され、デビライザーやキングライザーにセット出来る仲魔の数はイベントによって増える。交渉成功率アップなどは後述のカードに引き継がれている。
カード
今作から登場。多種多様の種類が存在し、使用すると戦闘で有利な展開を取れるが、バトルで1回しか使用できない。
仲間を呼ぶ
　　野生の敵が時々仲間を呼ぶことで、戦う相手が増えることがある。

## スタッフ
- プロデューサー - 岡田耕始
- ディレクター - 柴田達二郎、中村陽子
- アシスタントディレクター - 鹿子木真成
- プランナー - 石岡信寛、田巻敏直、市川雄樹
- シナリオ - 志羽貴司
- キャラクターデザイン - 岩永悦宜
- デビルデザイン - 岩永悦宜、前田和香、柳原匠、高嶋優貴、長嶋朋子、森山亮、田村隆太、藤異秀明
- プログラム - 穴澤健史、鎌田昌宏、宮内勇樹、板橋亮介
- マップグラフィック - 梅北億一、後藤華、高田牧子、吉田哲
- デビルグラフィック - 高尾野大助、伊藤知宏
- バトルBG - 高尾野大助
- バトルエフェクト・イベントグラフィック - 岡田哲平
- キャラクターグラフィック - 岡田哲平、佐藤友絵
- アイテムグラフィック - 須藤尚子
- BGM - 濱田智之
- サウンドエフェクト - 藤木学
- グラフィックスーパーバイザー - 金子一馬